# 優素福·卡巴達伊
優素福·卡巴達伊（德語：Yusuf Kabadayı；2004年2月2日—）是一位德國足球運動員，在場上的位置是翼鋒。他現效力於德甲球隊奥格斯堡。